# Arga Mulia
Arga Mulia is een bestuurslaag in het regentschap Kaur van de provincie Bengkulu, Indonesië. Arga Mulia telt 904 inwoners (volkstelling 2010).